# Kutambaru Punti
Kutambaru Punti is een bestuurslaag in het regentschap Karo van de provincie Noord-Sumatra, Indonesië. Kutambaru Punti telt 798 inwoners (volkstelling 2010).